# Eric Brown
Eric Chalmers Brown (15 de fevereiro de 1925 — 6 de março de 1986) foi um jogador escocês de golfe profissional que representou a Grã-Bretanha na Copa Ryder em 1953, 1955, 1957 e 1959.

## Conquistas amadoras
Esta lista pode estar incompleta.
- 1946 Scottish Amateur

## Conquistas profissionais (26)
Esta lista pode estar incompleta.
- 1950 Northern Open
- 1951 Swiss Open)
- 1952 Italian Open, Penfold Tournament
- 1953 Northern Open, Open de Portugal, Irish Open
- 1954 Northern Open
- 1955 Northern Open
- 1956 Scottish Professional Championship, Stuart C. Goodwin Tournament (empate com John Fallon)
- 1957 Northern Open, Dunlop Masters, Scottish Professional Championship, Gleneagles-Saxone Foursomes Tournament (com George Will)
- 1958 Scottish Professional Championship, Yorkshire Evening News Tournament (empate com Harold Henning), Hennessy Tournament
- 1960 News of the World Match Play, Scottish Professional Championship, Dunlop Tournament (empate com Ralph Moffitt)
- 1962 News of the World Match Play, Scottish Professional Championship
- 1965 Scottish Professional Championship
- 1966 Scottish Professional Championship (empate com John Panton)
- 1968 Scottish Professional Championship